# Turbinaria crater
Espèce
Statut CITES
Turbinaria crater est une espèce de coraux appartenant à la famille des Dendrophylliidae.